# 百间房街道
百间房街道，是中华人民共和国河南省焦作市山阳区下辖的一个乡镇级行政单位。

## 行政区划
百间房街道下辖以下地区：
富康社区和凤凰社区。